# عبد الله بن سوار العبدي
عبد الله بن سوّار العبدي. قائد استعمله عبد الله بن عامر أمير العراق على ثغر السند، وأصاب غنائم من بلاد القيقان، وأهدى لمعاوية بن أبي سفيان خيلاً قيقانية. ثم عاد إلى بلاد القيقان فاستنجدوا بالترك فقاتلوه، وقُتل.
قُتل سنة 47 هـ (حوالي 667م).